# Beszeniowa
Beszeniowa (słow. Bešeňová, węg. Besenyőfalu) – wieś i gmina (obec) w powiecie Rużomberk, kraju żylińskim, w północnej Słowacji. Leży wzdłuż rzeki Wag oraz graniczy ze zbudowanym na tej rzece sztucznym zbiornikiem wodnym Bešeňová. Po raz pierwszy wzmiankowana w 1503 roku jako Besenow.
Źródła termalne zbadano i opisano już w pierwszej połowie XIX wieku.
Ze względu na obecność parku termalnego Bešeňová hotelarstwo i agroturystyka są tutaj dobrze rozwinięte.